# 保罗·贾维
保罗·贾维（英語：Paul Jarvie，1952年10月19日—），澳大利亚男子游泳运动员。他曾代表澳大利亚参加1970年英联邦运动会游泳比赛，获得二枚银牌和一枚铜牌。他也曾参加1972年和1976年夏季奥林匹克运动会。